# The Third Thanksgiving
The Third Thanksgiving è un cortometraggio muto del 1912 diretto da Harold M. Shaw e sceneggiato da James Oppenheim. Prodotto dalla Edison, il film fu distribuito dalla General Film Company.
Nel film appaiono tutte insieme con il loro vero nome le tre sorelle Flugrath. L'unica che lo avrebbe conservato in tutta la sua carriera fu Edna Flugrath mentre le altre due lo cambiarono, diventando famose con gli pseudonimi di Shirley Mason e di Viola Dana.

## Produzione
Il film fu prodotto dalla Edison Company.

## Distribuzione
Distribuito dalla General Film Company, il film - un cortometraggio in una bobina - uscì nelle sale cinematografiche statunitensi il 25 novembre 1912.